# Mustapha Kamel Mihoubi
 (juillet 2022).
Mustapha Kamel Mihoubi (en arabe : مصطفى كمال ميهوبي )  est professeur en hydraulique et enseignant-chercheur. Il est  ministre algérien des Ressources en Eau de février à juillet 2021.

## Biographie
Il est né en 1966. il est  professeur en hydraulique, enseignant-chercheur, s'intéresse aux ouvrages hydrotechniques liés aux thèmes de recherche relatifs à la conception, problème de défaillance des barrages et aussi au domaine génie côtier notamment les questions de vulnérabilités et gestion intégrée des zones côtières. 

## Formation et diplômes
1. Ingénieur d’état Hydraulique, option Aménagement et Génie Hydraulique, École Nationale Supérieure d’Hydraulique (ENSH-Blida) (1991).
2. Magister en Aménagement Hydraulique (ENSH- Blida) (1995).
3. Doctorat d’État en Hydraulique, École Nationale Polytechnique (ENP-Alger) (2008).

## Postes d'encadrement
1. 1995-1996 : Chef de département Aménagement et Génie Hydraulique (ENSH).
2. 1996-1997 : Chef de département de spécialités
3. 1997-2000 : Chef de département de la formation continue
4. 2000-2005: Sous-Directeur, chargé des affaires pédagogiques (ENSH).
5. 2010 – 2015: Chef de Département Génie de l’Eau
6. 2015- 2016: Chef de Département Aménagement et Génie hydraulique
7. 2016-2017: Directeur Adjoint Chargé de la Formation Continue et des Relations Extérieures
8. 2017-2020 : Directeur de l’ENSH.
9. 2017-2020 : Directeur de laboratoire de recherche MVRE-ENSH.
10. juin 2020- fév. 2021 : Secrétaire Général du Ministère des Ressources en Eau.
11. fév.2021- juillet 2021: Ministre des Ressources en Eau[3]

## Activités professionnelles
- Membre du comité de formation doctorale de l’École Doctorale de l’École Nationale Polytechnique (ENP).
- Membre du conseil d’administration de l’agence nationale de gestion intégrée des ressources en eau (AGIRE[4]).
- Membre du conseil d’orientation et de surveillance de l’Agence Nationale des Barrages et Transferts (ANBT).
- Membre du conseil d’orientation et de surveillance de l’agence nationale des ressources hydrauliques (ANRH[5]).

## Activités de recherches scientifiques
- Projet de recherche CNEPRU.
- Programmes Nationaux de Recherche (PNR).
- Projet PHC- Tassili
- Projet Erasmus+

## Publications nationales et internationales
- Publications nationales et internationales (28).
- Communications sur les plans national et international (20).
- Éditions d'ouvrages :
  - Applications au dimensionnement d’un barrage déversoir sur une fondation non rocheuse, édité à l'Office des publications universitaires,   (ISBN 978-996-1-021-55-2) ;
  - Manuel de dimensionnement des barrages en matériaux locaux, édité à l'Office des publications universitaires,  (ISBN 978-996-1-022-39-9) ;
  - Avec Djamila Naib, Méthodes non-déterministes de calcul de stabilité d’un barrage poids[6], Éditions universitaires européennes,  (ISBN 978-3-8417-4900-0) ;
  - Hydrodynamique et aménagements côtiers, édité à l'Office des publications universitaires,  (ISBN 978-9961-0-2010-4) ;
  - Mesure des vitesses interstitielles en zone de swash par VDU, Éditions universitaires européennes,  (ISBN 978-613-9-50663-7).